# Садовый (Ярославская область)
Садовый — посёлок в Ярославском районе Ярославской области. Входит в состав Ивняковского сельского поселения.

## География
Посёлок расположен в окружении сельскохозяйственных полей на правом берегу реки Пахма. Граничит с садоводческими товариществами «Медик-1» и «Дорожник».

## История
В 1968 г. указом президиума ВС РСФСР поселок при инфекционной больнице переименован в Садовый.
В 2006 году посёлок вошёл в состав Ивняковского сельского поселения образованного в результате слияния Ивняковского и Бекреневского сельсоветов.

## Население
| 2007 | 2010 |
| ---- | ---- |
| 24   | ↘11  |

### Историческая численность населения
По состоянию на 1989 год в деревне проживало 44 человека.

### Национальный и гендерный состав
Согласно результатам переписи 2002 года, в национальной структуре населения русские составляли 79 % из 24 чел., из них 14 мужчин, 10 женщин.
Согласно результатам переписи 2010 года население составляют 8 мужчин и 3 женщины.

## Инфраструктура
Основа экономики — личное подсобное хозяйство. По состоянию на 2021 год большинство домов используется жителями для постоянного проживания и проживания в летний период. Вода добывается жителями из личных колодцев. Имеется таксофон (около дома №12).
Почтовое отделение №150508, расположенное в селе Сарафоново, на март 2022 года обслуживает в посёлке 11 домов.

## Транспорт
Садовый расположен в двух километрах от автодороги Р132 Р-132 «Золотое кольцо». До деревни идёт грунтовая дорога. Ближайшая остановка общественного транспорта — «Садовый».